# فانغتشيا
فانغتشيا (بالإنجليزية: Vangchhia)‏ هي منطقة سكنية تقع في الهند في ميزورام. يقدر عدد سكانها بـ 805 نسمة .